# Miguel Amorós
Pour les articles homonymes, voir Amoros.
Miguel Amorós, aussi appelé Miquel Amorós, né le 9 avril 1949, est un historien et théoricien anarchiste espagnol, proche de la critique situationniste et des courants anti-industriels.

## Biographie
Fils et petit-fils d'anarchistes, Miguel Amorós devient lui-même anarchiste, en 1968, alors que la dictature du général Franco est encore en place. Au cours des années 1970, il participe à la création de plusieurs groupes anarchistes tels que Bandera Negra (Drapeau Noir), Tierra Libre (Terre Libre), Barricada ou Los Incontrolados. Il connaît les geôles franquistes et doit s'exiler en France. En collaboration avec Jaime Semprun, il a édité trois brochures sous la signature de Los Incontrolados, traduit en espagnol La Nucléarisation du monde et le n° 4 (janvier 1981) de la revue L'Assommoir consacré à la Pologne.
L'anarchisme prôné par Miguel Amorós puise son inspiration dans l'autogestion, la subversion de la vie quotidienne, l'histoire des conseils ouvriers, ainsi que dans les mobilisations dénonçant le syndicalisme comme étant une forme de lutte dépassée et la morale ouvrière comme réactionnaire. Il est proche des idées situationnistes. Miguel Amorós a d'ailleurs été en contact avec Guy Debord au début des années 80. En 1980, ils diffusent les Appels de la prison de Ségovie (éd. Champ libre) dont Debord a écrit un des textes (« Aux libertaires »). La mobilisation qui s'ensuit permet de faire libérer plusieurs activistes anarchistes emprisonnés par le régime post-franquiste. Pendant la transition démocratique espagnole, Amorós défend des positions conseillistes et en faveur de l'autonomie ouvrière. Il publie avec Jaime Semprun en 1977 Manuscrito encontrado en Vitoria qui critique vivement le processus de la transition.
Entre 1984 et 1992, Miguel Amorós participe à la rédaction de la revue post-situationniste Encyclopédie des Nuisances.
Amorós a écrit un grand nombre d'articles pour la presse libertaire. Il a également prononcé des conférences sur les questions sociales, en particulier sur l'idéologie du progrès et les nuisances qu'elle engendre. Il consacre un livre au parcours de Durruti dans la Révolution espagnole (Durruti dans le labyrinthe, Éditions de l'Encyclopédie des Nuisances), puis un autre sur le déroulement de la Révolution espagnole entre juillet 1936 et mai 1937 avec Hommage à la Révolution espagnole : Les Amis de Durruti dans la guerre civile (Éditions de la Roue).
En 2009, il publie une biographie de l'anarchiste espagnol José Pellicer, fondateur de la fameuse Colonne de fer pendant la Révolution sociale espagnole de 1936. Amorós écrit en 2010 la préface des écrits complets de la section italienne de l'I.S. (Brève histoire de la section italienne de l'I.S.). En 2011, il publie un essai sur Francisco Maroto et l'anarchisme en Andalousie ainsi qu'un recueil d'articles contre le développement industriel (Perspectivas antidesarrollistas).

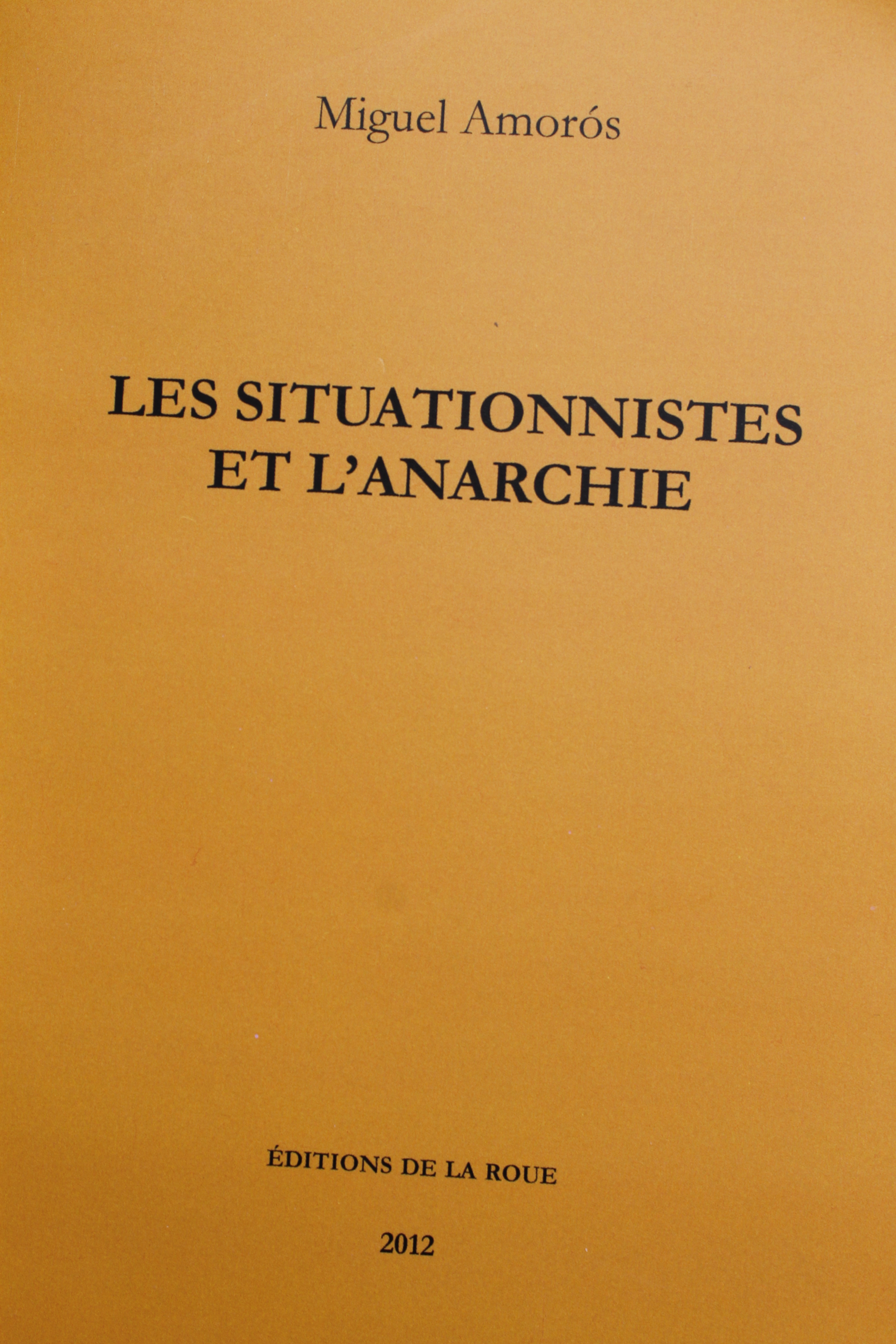
Les Situationnistes et l'Anarchie

En 2011, il fonde avec Michel Gomez, Marie-Christine Le-Borgne et Bernard Pecheur, les Éditions de la Roue.
En 2012, Miguel Amorós publie Salida de emergencia (Sortie d'urgence), recueil de textes sur la situation sociale actuelle et la crise profonde de la société industrielle.
À partir de 2013, il participe à la revue libertaire et anti-industrielle Argelaga basée à Barcelone.
En février 2014, il publie une nouvelle édition de Manuscrito encontrado en Vitoria (Manuscrit trouvé à Vitoria) écrit en collaboration avec Jaime Semprun. Il s'agit de deux textes classiques du mouvement ouvrier autonome espagnol, publiés une première fois en 1977, qui proposent une critique radicale de la transition démocratique espagnole. Le livre est agrémenté d'une préface inédite où sont évoquées les figures de Jaime Semprun et Guy Debord, La revolución ahora y siempre (La révolution maintenant et toujours).
En novembre 2014, Miguel Amorós publie 1968. El año sublime de la acracia qui a pour sujet les révoltes étudiantes sur les campus espagnols dans les années 1960.
En mai 2015, Miguel Amorós publie aux Éditions de la Roue, Préliminaires : Une perspective anti-industrielle, recueil de textes de combat contre la domination qui tente de réduire l'humanité à un simple rouage de la mégamachine. Avec ces textes, il s'agit pour Amorós de contribuer à élaborer des armes théoriques et pratiques afin que la critique anti-industrielle puisse être utile « aux nouveaux collectifs et aux communautés rebelles, germes d'une civilisation différente, libre du patriarcat, de l'industrie, du Capital et de l'État ».
Dans le même temps, Miguel Amorós publie en espagnol Los incontrolados de 1937 qui retrace la vie de neuf membres du groupement révolutionnaire Los Amigos de Durruti. En partant de la détermination révolutionnaire et des qualités humaines de ces combattants prolétaires, Amorós reconstitue ce qu'était la matière de la dernière révolution ouvrière, celle qui va du 19 juillet 1936 au 8 mai 1937.
En septembre 2017, il explique son point de vue sur le conflit indépendantiste catalan dans une lettre ouverte à Tomás Ibáñez, puis dans un livre collectif publié en mars 2018, No le deseo un Estado a nadie.

### Durruti dans le labyrinthe
Dans son ouvrage Durruti dans le labyrinthe (traduit en français par Jaime Semprun), Miguel Amorós raconte avec précision le rôle primordial de l'anarcho-syndicaliste Buenaventura Durruti dans le déroulement de la Révolution sociale espagnole de 1936. Amorós montre pourquoi Durruti et ses partisans de la Colonne Durruti furent trahis par les diverses bureaucraties du camp républicain (Gouvernement central, gouvernement catalan, Parti communiste), y compris la bureaucratie de la CNT emmenée par Juan García Oliver, Federica Montseny et Diego Abad de Santillán qui avaient accepté d'être ministres de la République pendant la Guerre civile et semèrent d'embuches les menées révolutionnaires de Durruti jusqu'à l'attirer dans le guêpier où il perdrait la vie.
Une édition augmentée du livre paraît en 2014 en Espagne chez l'éditeur Virus Editorial qui apporte de nouveaux témoignages renforçant la thèse de la responsabilité d'agents staliniens dans la mort de Durruti avec la complicité de la bureaucratie de la CNT.

## Publications

### En français
- Les Acratas à l'Université centrale de Madrid - 1967-1968, Éditions de la Roue, 2021.  (ISBN 9782954115467)
- Hommage à la Révolution espagnole : Les Amis de Durruti dans la guerre civile, 1936-1939 [« La Revolución traicionada »]  (trad. de l'espagnol), Villasavary, Éditions de la Roue, 2019, 416 p. (ISBN 978-2-9541154-5-0)
- Préliminaires : Une perspective anti-industrielle, Éditions de la Roue, 2015.  (ISBN 978-2954115436)
- Ouvrage collectif, La lampe hors de l'horloge. Éléments de critique anti-industrielle, Éditions de la Roue, 2014.
- Ouvrage collectif, Le gouvernement par la peur au temps des catastrophes. Réflexions anti-industrielles sur les possibilités de résistance, Éditions de la Roue, 2013.
- Les Situationnistes et l'Anarchie [« Los Situacionistas y la anarquía »]  (trad. de l'espagnol), Villasavary, Éditions de la Roue, 2012, 188 p. (ISBN 978-2-9541154-0-5)
- Les Amis de Ludd : Bulletin d'information anti-industriel, Numéros 5 et 6, Éditions la Lenteur, 2008, 189 p. (ISBN 978-2-9527780-2-2) Sommaire :  Les hackers et l'esprit du parasitisme, L'anti-machinisme rural et la mécanisation de l'agriculture sous le franquisme, George Orwell critique du machinisme, Notes sur la société du travail mort, Le mythe du progrès, L'abondance et la technologie dans le mouvement anarchiste, L'Etat social hydrogéné, Du progrès dans la domestication, Michael Seidman et la Guerre civile, Contre la production d'euphémismes
- Durruti dans le labyrinthe [« Durruti en el laberinto »], Paris, Encyclopédie des Nuisances, 2007, 119 p. (ISBN 978-2-910386-25-2) Miguel Amorós retrace dans ce livre le parcours de Buenaventura Durruti lors de la Révolution sociale de 1936.

### En espagnol
- Proletariado salvaje, Editorial Milvus, 2023.
- El sutil hilo conductor de la subversión, Editorial Irrecuperables 2022.
- La Columna de Hierro, Editorial Milvus, 2021.  (ISBN 9788494875687)
- Fuck Green New Deal. Colapso y alternativas: anticapitalismo y autogestión, Editorial Milvus, 2020.  (ISBN 978-84-948756-6-3)
- Geografías del combate, Editorial Milvus, 2018.
- Los Ácratas en la Universidad Central, 1967-69, La Linterna sorda, 2018.
- No le deseo un Estado a nadie, ouvrage collectif sur le conflit catalan avec Corsino Vela, Santiago López Petit, Tomás Ibáñez et Francisco Madrid, Pepitas de calabaza, 2018.
- Ouvrage collectif, Anarquismo frente a los nacionalismos, Queimada Ediciones, 2018.
- Filosofía en el tocador, Virus editorial, 2016.  (ISBN 978-84-608-5532-3)
- Los incontrolados de 1937. Biografías militantes de los Amigos de Durruti, Aldarull, 2015.
- La mirada hacia atrás. Trayectoria revolucionaria de Joaquín Pérez Navarro, Ediciones Octubre del 36, 2015.
- 1968. El año sublime de la acracia, Muturreko Burutazioak, Bilbao, 2014.
- Rock para principiantes, El Salmón/Argelaga, 2014.
- Manuscrito encontrado en Vitoria, avec une préface inédite La revolución ahora y siempre, Pepitas de calabaza, 2014.
- Francisco Carreño y los arduos caminos de la anarquía, Asociación Isaac Puente, 2013.
- Salida de emergencia, Pepitas de calabaza, 2012.
- Maroto, el héroe, una biografía del anarquismo andaluz, Virus editorial, 2011.  (ISBN 978-84-92559312)
- Perspectivas antidesarrollistas, editorial Germinal, 2011.
- José Pellicer. El anarquista íntegro, vida y obra del fundador de la heroica Columna de hierro, Virus editorial, Barcelone, 2009.  (ISBN 978-84-92559-02-2)
- A carne viva. Exabruptos anticapitalistas, ed. Corsárias, 2009.
- Los Situacionistas y la anarquía, éditions Muturreko Burutazioak, Bilbao, 2008.  (ISBN 978-84-88455-98-7)
- Desde abajo y desde afuera, ediciones Brulot, 2007.
- Registro de catástrofes, éditions Anagal, 2007.
- Durruti en el laberinto, Muturreko Burutazioak, Bilbao, 2006. Nouvelle édition augmentée chez Virus Editorial, 2014.  (ISBN 9788496044739)
- José Peidro de la CNT. Retazos del movimiento obrero y la Guerra civil en Alcoi y Vila-real (en collaboration avec Andreu Amorós), Likiniano Elkartea, Bilbao, 2005.Évocation du grand-père de Miguel Amorós, dans le contexte du mouvement ouvrier et de la Guerre civile, écrite par Miguel Amorós en collaboration avec son frère Andreu.
- Golpes y contragolpes, editorial Pepitas de Calabaza, Logrogne, 2005.  (ISBN 84-96044-63-7) Recueil d'articles.
- Las Armas de la crítica, Muturreko Burutazioak, Bilbao, 2004.  (ISBN 84-96044-45-9) Recueil d'articles.
- La Revolución traicionada. La verdadera historia de Balius y los Amigos de Durruti, Virus editorial, Barcelone, 2003,  (ISBN 84-96044-15-7), note critique.

### Préfaces
- Internazionale situazionista, préface aux écrits complets de la section italienne de l'I.S. (1969-1972), Pepitas de calabaza, 2010.
- Elías Manzanera, Documento histórico de la Columna de Hierro, Ediciones Octubre del 36, 2012.
- Manuscrito encontrado en Vitoria, avec une préface inédite La revolución ahora y siempre, Pepitas de calabaza, 2014.
- José A. Miranda, Sobre la distancia y las implicaciones sociales, materiales e ideológicas de la compresión acelerada del mundo, préface de Miguel Amorós, La Neurosis o las Barricadas, 2016.
- Jaime Semprun, El abismo se repuebla, Pepitas de calabaza, 2016.  (ISBN 978-84-15862-70-3)
- Karl Marx et Friedrich Engels, Manifiesto comunista, préface de Miquel Amorós, épilogue de Rudolf Rocker ("Marx et l'anarchisme"), Corazones Blindados, 2016.
- De la miseria en el medio estudiantil y otros documentos, préface de Miguel Amorós, Pepitas de calabaza, 2018.
- Mijail Bakunin, Obras completas, introduction de Miguel Amorós, coordination par Frank Mintz, Editorial Imperdible, 2018.

### Traductions
- Jaime Semprun, El abismo se repuebla, traduit du français par Miguel Amorós et Tomás González, Pepitas de calabaza, 2016.
- Jaime Semprun, La nuclearización del mundo, traduit du français par Miguel Amorós, Pepitas de calabaza, 2007.
- Encyclopédie des Nuisances, Contra el despotismo de la velocidad, traduit du français par Miquel Amorós, Virus editorial, 2003.
- Comité Irradiés, Fisuras en el consenso. Antología de escritos del Comité Irradiés de tous les pays, unissons-nous! 1987-1994, traduit du français par Miguel Amorós, Muturreko Burutazioak, 2013.
- Divers auteurs, Un terrorismo en busca de dos autores, Muturreko Burutazioak, 1999.

### Correspondance
- Guy Debord, Correspondance, volume 6, Fayard, 2007. Les lettres de Guy Debord à Miguel Amorós sont réunies dans ce volume.